# Kennett Square
Pour les articles homonymes, voir Kennett.
Kennett Square est un borough situé au sud-est du comté de Chester, en Pennsylvanie, aux États-Unis,. En 2010, il comptait une population de 6 072 habitants. Il est incorporé en 1855.

## Démographie
Lors du recensement de 2010, le borough comptait une population de 6 072 habitants. Elle est estimée, en 2019, à 6 530 habitants.

## Personnalités
- Gladys Lounsbury Hobby (1910-1993), microbiologiste, est morte à Kennett Square.

### Source de la traduction
- (en) Cet article est partiellement ou en totalité issu de l’article de Wikipédia en anglais intitulé « Kennett Square, Pennsylvania » (voir la liste des auteurs).